# Вогні
Вогні́ (до 1945 року — Бай-Оглу́-Кипча́к, крим. Bay Oğlu Qıpçaq) — село Перекопського району Автономної Республіки Крим.
Розташоване на півночі району.
Відстань від райцентру до населеного пункта становить 38 кілометрів по прямій.